# Beziehungen zwischen Kasachstan und den Vereinigten Staaten
Die kasachisch-amerikanischen Beziehungen sind bilaterale Beziehungen zwischen Kasachstan und den USA.
Der Grundstein für die bilaterale Beziehungen zwischen Kasachstan und den Vereinigten Staaten wurde 1991 gelegt.

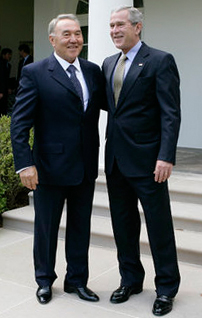
Nursultan Nasarbajew und George Bush

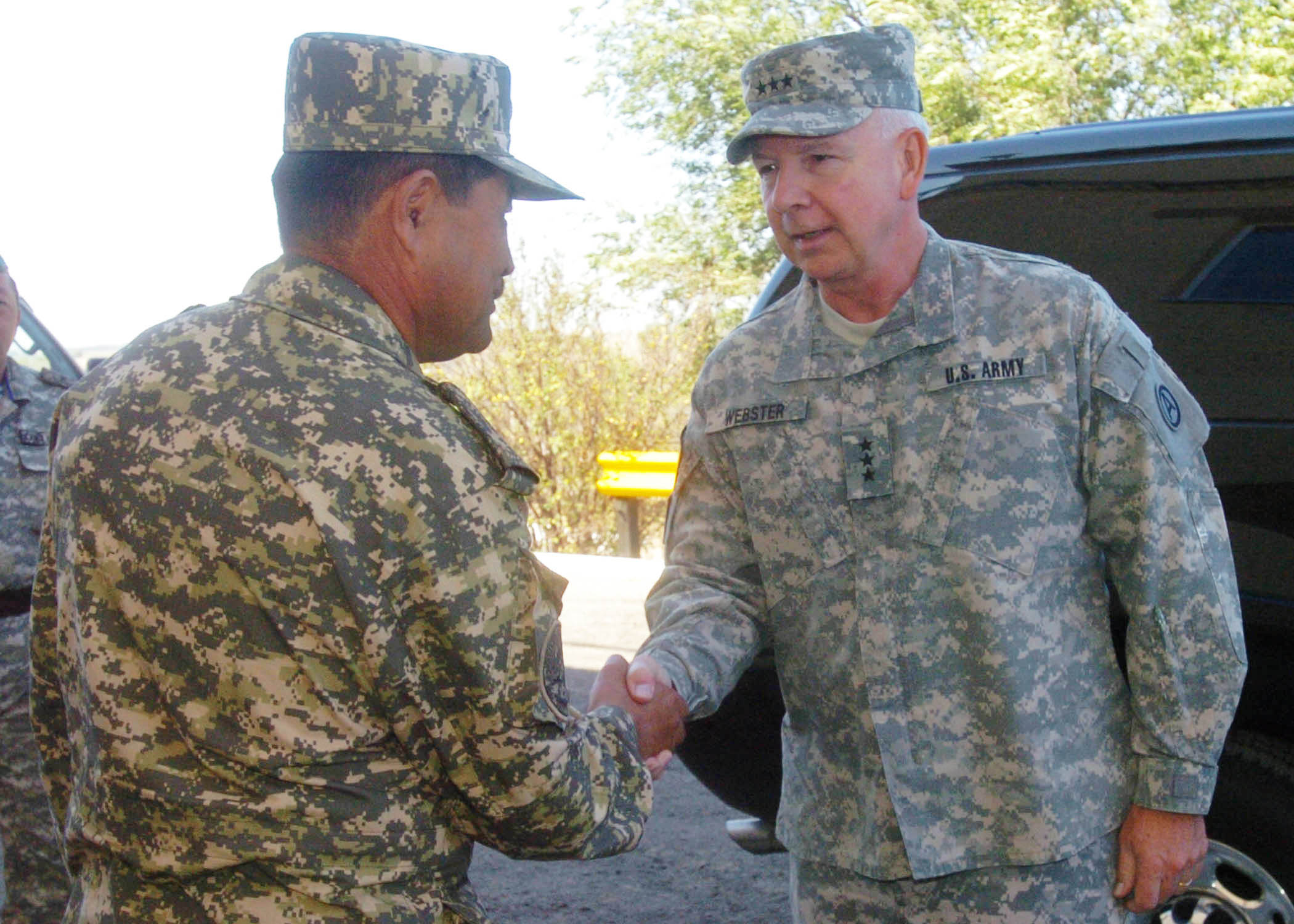
Generalmajor Adilbek Aldaberpenov (links) begrüßt Generalleutnant William Glenn Webster von der United States Army Central im Hauptquartier der KAZBAT, 1. Oktober 2009

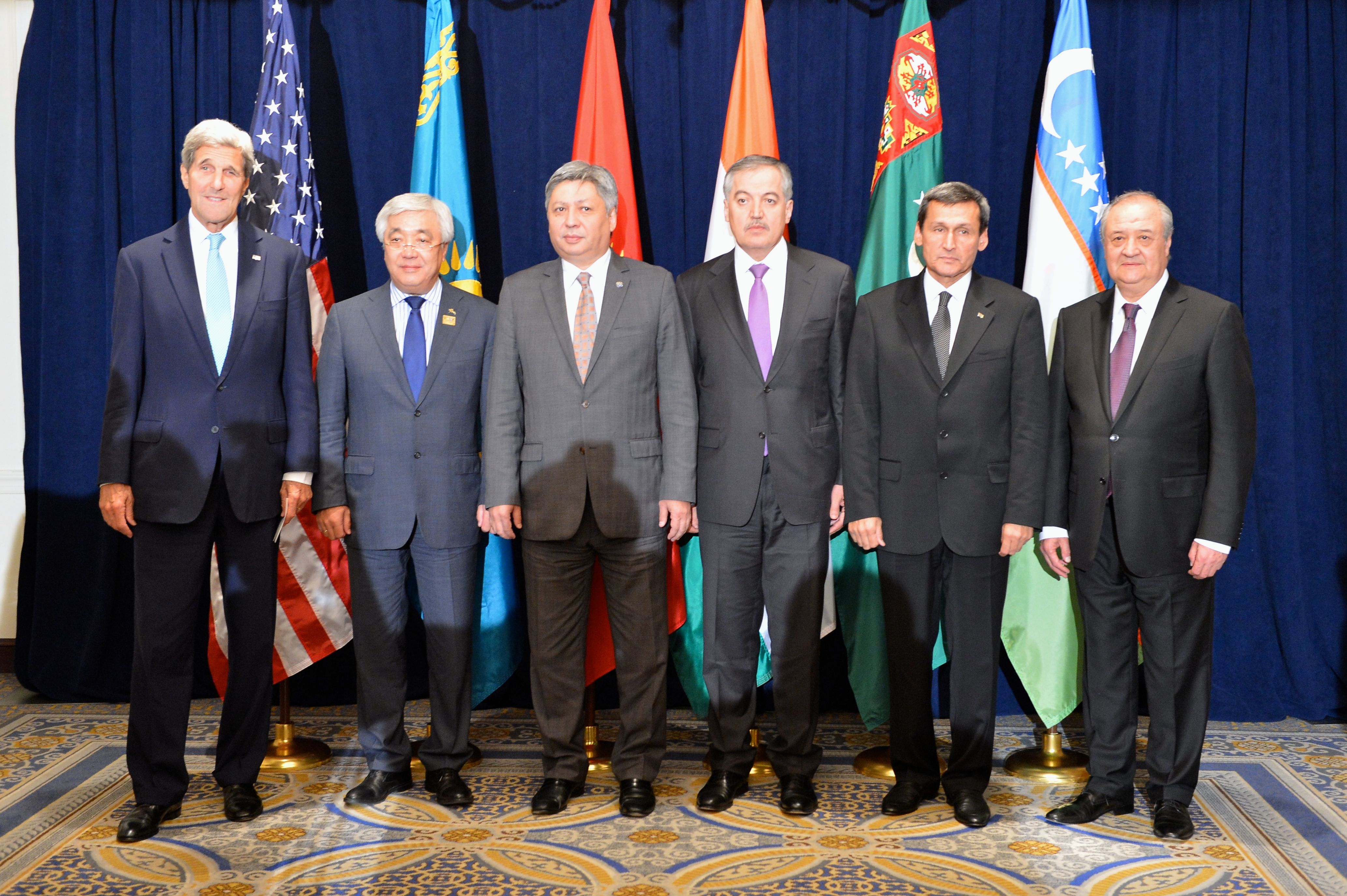
John Kerry (ganz links) mit den zentralasiatischen Außenministern während der 70. ordentlichen Sitzung der UN-Generalversammlung am 26. September 2015 in New York (der kasachische Außenminister Jerlan Ydyryssow der 3. v. l.)

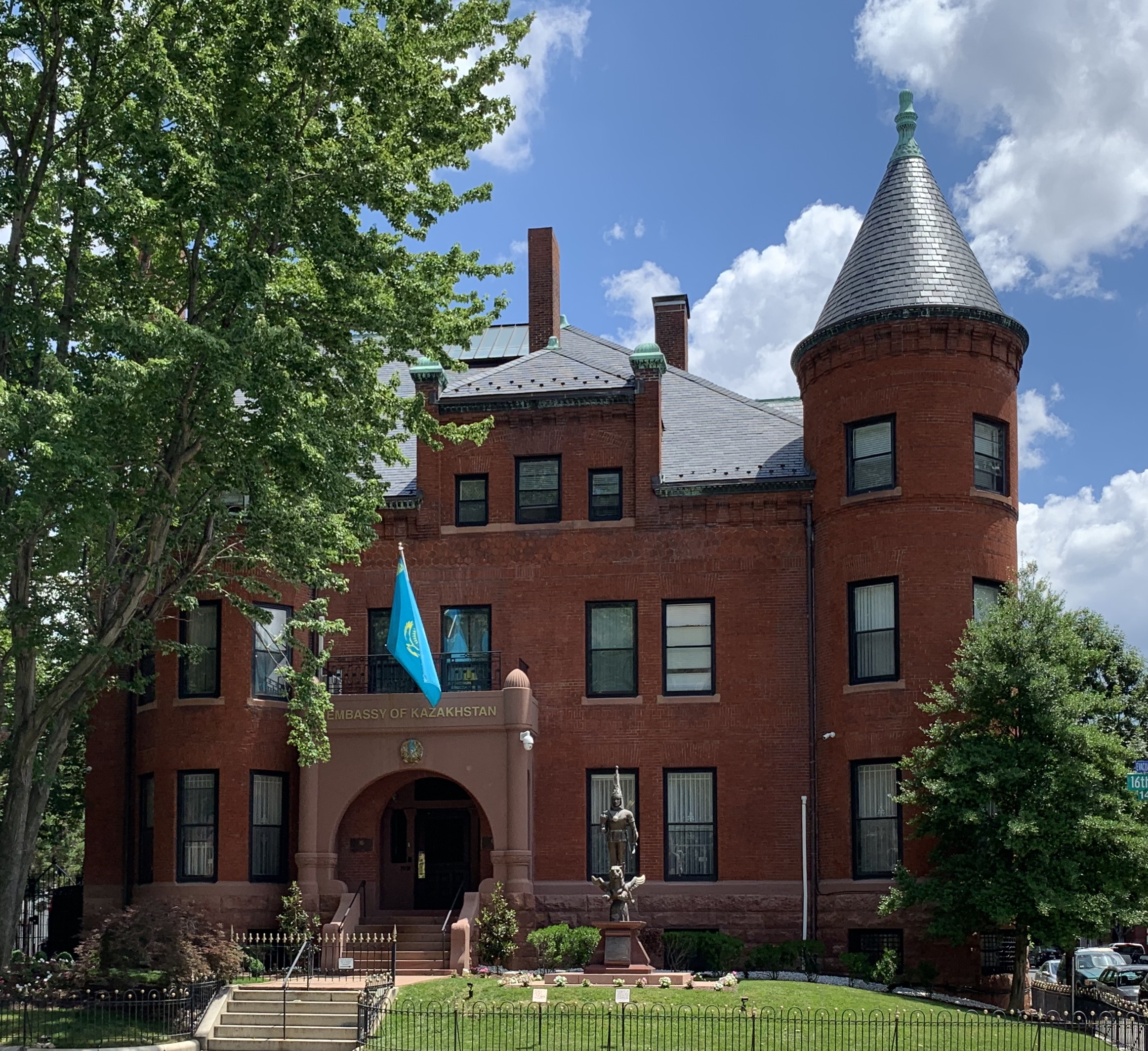
Botschaft Kasachstans in Washington, D.C.

## Geschichte
Am 25. Dezember 1991 erkannten die USA als drittes Land (Türkei und Russische Föderation) die Unabhängigkeit Kasachstans an. Die Vereinigten Staaten waren das erste Land, das eine Botschaft in Kasachstan eröffnete.
Die erste Botschaft wurde im Januar 1992 in Alma-Ata eröffnet. Später wurde die Botschaft nach Astana verlegt. Zwischen den beiden Ländern wurden in den Jahren der Unabhängigkeit konstruktive bilaterale Beziehungen aufgebaut.

## Militärische Beziehungen
Seit 2003 finden in Kasachstan die amerikanisch-kasachischen Militärübungen „Steppe Eagle“ statt. An der Übung „Steppe Eagle -2015“ nahmen neben den kasachischen Militärs sieben weitere Staaten teil: die Vereinigten Staaten, das Vereinigte Königreich, Kirgisistan, Tadschikistan und – zum ersten Mal – Afghanistan, Nepal und die Türkei.
2003 schickte Kasachstan 27 Militäringenieure in den Irak. Insgesamt dienten hier 290 kasachische Soldaten. Laut dem Außenministerium von Kasachstan hat Kasachstan „eine entscheidende Führungsrolle bei der Unterstützung von US-Operationen im Kampf gegen die gemeinsamen Bedrohungen der Sicherheit und Stabilität in der Region übernommen.“
Abteilungen namens KAZBAT und KAKBRIG wurden organisiert, die ständig an gemeinsamen Übungen mit US- und NATO-Streitkräften beteiligt sind.

## Wirtschaftliche Beziehungen
Im Mai 2006 reiste Vizepräsident Dick Cheney nach Kasachstan, um sich mit Präsident Nasarbajew zu treffen und den Ausbau der Öl- und Gasexportrouten zu fördern.